# Корицькі
Корицькі — козацько-старшинський, згодом — дворянський рід. Заснований відомим діячем Гетьманщини Яковом Корицьким (серед. — 2-га пол. 17 ст.): посідав чільні уряди: гетьмана наказного в П.Дорошенка (1669), чигиринського полковника (1674), охочекомонного полковника (1679), опішнянського сотника (1681–84) і гадяцького полкового обозного (1687). Його син — Роман Якович (р. н. невід. — п. 1724) — обіймав уряд опішнянського сотника в 1696—1724. Його онук — Іван Романович (1-ша пол. 18 ст.) — у 1728–30 також обіймав уряд опішнянського сотника.
Рід внесений до 2-ї та 3-ї частин Родовідної книги Полтавської губернії, а герб — до 6-ї частини «Общего гербовника дворянских родов Всероссийской империи».